# Sam Marlow, Privatdetektiv
Sam Marlow, Privatdetektiv (Originaltitel: The Man with Bogart’s Face) ist ein US-amerikanischer Spielfilm von Robert Day aus dem Jahr 1980. Er basiert auf dem im Original gleichnamigen Roman von Andrew J. Fenady. Die deutsche Fassung entstand bei Berliner Synchron GmbH Wenzel Lüdecke.

## Handlung
Ein Mann lässt sich von einem plastischen Chirurgen operieren, um auszusehen wie Humphrey Bogart, und eröffnet unter dem Namen Sam Marlow eine Detektei in Los Angeles. Sein erster Fall führt ihn auf die Spur zweier wertvoller Edelsteine, die seit dem Zweiten Weltkrieg verschollen sind.

## Hintergrund
Andrew J. Fenady hat den hier verfilmten Roman 1977 in nur einer Nacht geschrieben. Es werden zahlreiche Motive aus Filmen des Film noir aufgenommen, insbesondere aus Die Spur des Falken. So ist die Rolle des Commodore Anastas (Victor Buono) an Kasper Gutman (Sydney Greenstreet) angelehnt, die des Mr. Zebra (Herbert Lom) an Joel Cairo (Peter Lorre). Mit George Raft, Yvonne De Carlo und Mike Mazurki haben Schauspieler der Schwarzen Serie Gastauftritte; George Raft spielt hier seine letzte Filmrolle, ebenso Victor Sen Yung, der mit Humphrey Bogart in Abenteuer in Panama spielte.
Der Name Sam Marlow setzt sich zusammen aus dem Vornamen von Sam Spade (den Bogart in Die Spur des Falken darstellte)  und – in leicht abgewandelter Schreibweise – dem Nachnamen von Philip Marlowe (den Bogart in Tote schlafen fest darstellte).

## Rezeption
Cinema: „Unterhaltsame Hommage an den Film noir.“

## Auszeichnungen (1981)
- Goldene Himbeere in der Kategorie Schlechtester Song für George Duning (Musik) und Andrew J. Fenady (Text) für den Titelsong „The Man with Bogart’s Face“
- nominiert als bester Spielfilm für den Edgar Allan Poe Award